# Rumford Falls and Rangeley Lakes Railroad
Die Rumford Falls and Rangeley Lakes Railroad ist eine ehemalige Eisenbahngesellschaft in Maine (Vereinigte Staaten). Sie wurde am 11. September 1894 mit dem Ziel gegründet, die Strecke der Portland and Rumford Falls Railway (P&RF) bis an den Mooselookmeguntic Lake zu verlängern. Dazu erwarb die Gesellschaft Rechte und Grundstücke dieser Bahn für die Verlängerungsstrecke und baute eine normalspurige, 43,5 Kilometer lange Eisenbahn von Rumford Falls nach Bemis, sowie einen 6,4 Kilometer langen Abzweig von Houghton nach Township E. Beide Strecken wurden am 20. Mai 1896 in Betrieb genommen. Für 2,3 Kilometer der in Rumford Falls anschließenden P&RF bestand ein Mitbenutzungsrecht. Die Hauptstrecke wurde am 1. September 1902 um 14,5 Kilometer nach Oquossoc verlängert. Eine weitere Verlängerung um 7,6 Kilometer bis Kennebago Farm erfolgte bis 1907.
Die Gesellschaft wurde am 1. April 1907 durch die Portland and Rumford Falls Railroad für 1000 Jahre geleast, die auch die ehemalige P&RF unter Vertrag hatte. Am 27. November 1936 erfolgte die Stilllegung der Strecke.